# Gemaal Tydeman
Het Gemaal Tydeman staat op de hoek Kerkeweg en Eemweg aan de noordzijde van Eembrugge. Het water van het achterliggende gebied wordt via de Oude Wetering/Opgaande Wetering afgevoerd naar de Eem. Gemaal Tydeman van het waterschap Vallei en Veluwe regelt het waterpeil in Eemnes Binnendijks en de Baarnse polders De Drie Zielen en de Geeren en Drakenburg. Op 28 maart 1963 werden deze drie waterschappen opgeheven en werd het waterschap Bewesten de Eem opgericht. Het gemaal Tydeman zorgt samen met Gemaal Eemnes dat de Eemnesserpolders droog blijven.
In 1976 werd het gemaal in gebruik gesteld. Het is genoemd naar M. Tydeman, dijkgraaf bij de waterschappen Eemnes, Beoosten de Eem, Bewesten de Eem en De Eem van 1946 tot 1980. Tydeman was burgemeester van Blaricum. Van 1831 tot 1883 stond hier de watermolen De Hoop. Daarvoor liep de afwatering door de "Kleine Sluis". 
Het gemaal is voorzien van twee vijzels met een opvoerhoogte van twee meter. Deze hebben elk een capaciteit van 87 m3 per minuut. De capaciteit van het gemaal komt daarmee op 174 m3 per minuut.
In 2010 kwamen er energiezuinige motoren en werden de vijzels en de oude elektrische installatie vervangen.